# Tetraommatus filiformis
Tetraommatus filiformis là một loài bọ cánh cứng trong họ Cerambycidae.